# Ethelbald de Wessex
Ethelbald, fill d'Ethelwulf de Wessex fou rei de Wessex i avantpassat dels reis d'Anglaterra. Va començar les seves tasques com a regent del seu pare quan ell estava de viatge després de la mort del seu germà gran. Quan el seu pare va casar-se amb una jove princesa carolíngia, Ethelbald va aliar-se amb els seus germans petits per apartar-lo del tron. El pare va cedir-li llavors el control de Wessex com a monarca legítim l'any 858. Veient el carisma que Judith, la jove princesa, tenia entre els seus súbdits, quan el seu pare va morir va casar-se amb ella malgrat l'oposició religiosa, però el seu regnat conjunt va durar únicament fins al 860, quan Ethelbald va morir deixant el país en mans d'Ethelbert, el seu germà.